# Phytomyza melanogaster
Phytomyza melanogaster este o specie de muște din genul Phytomyza, familia Agromyzidae, descrisă de Thomson în anul 1869. Conform Catalogue of Life specia Phytomyza melanogaster nu are subspecii cunoscute.